# Sněmovna lidu (Indie)

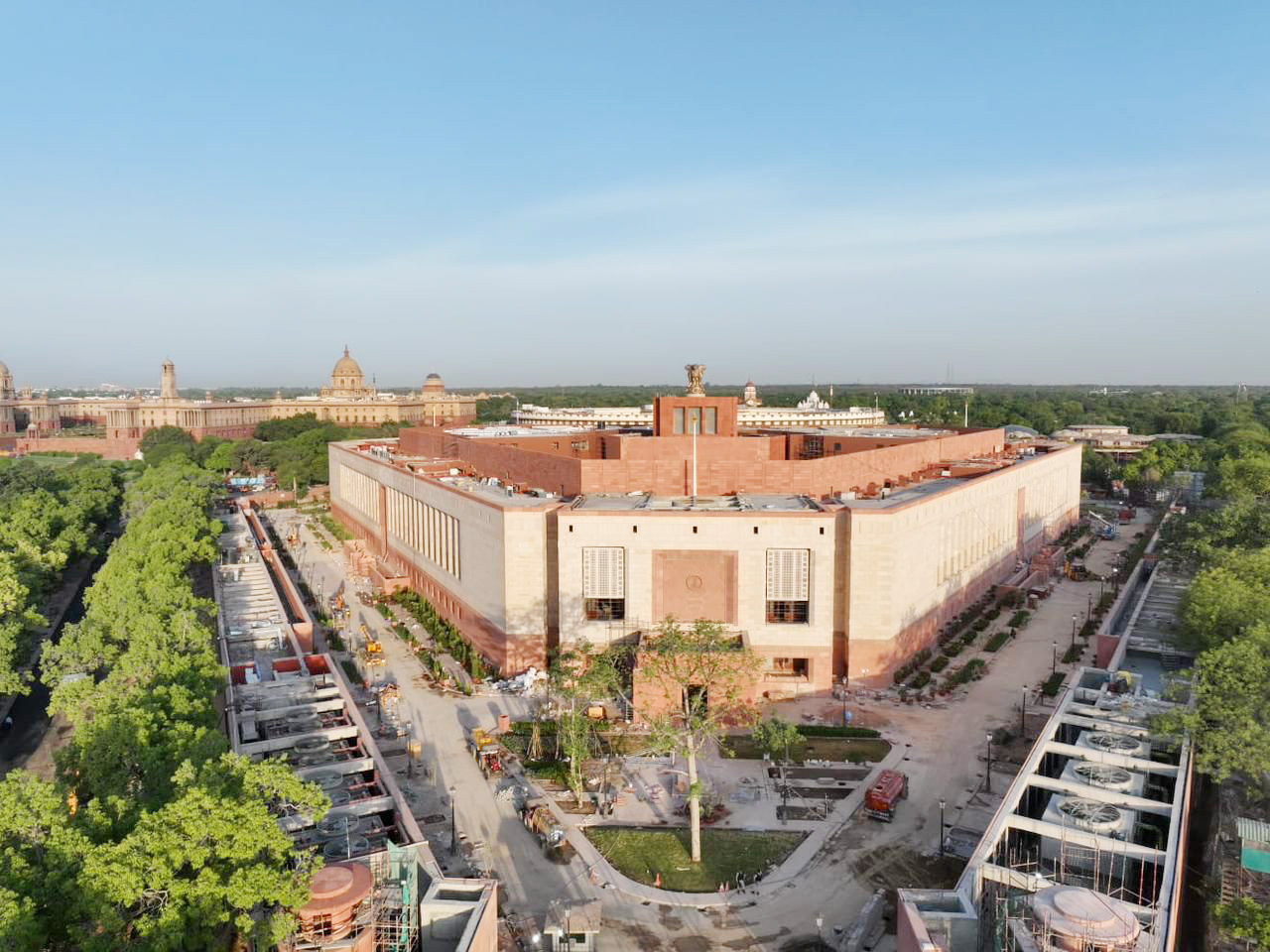
Horní i dolní komora indického parlamentu zasedají v Budově parlamentu v Novém Dillí

Sněmovna lidu (hindsky लोक सभा – Lók sabha) je dolní komora indického parlamentu, nejvyšší zákonodárný orgán Indické republiky, jehož horní komorou je Sněmovna států.
Podle indické ústavy má Sněmovna lidu nejvýše 552 členů; současné zákony předpokládají 543 volených členů, snížení z 545 poté, co byly zrušeny dva mandáty pro zástupce angloindické komunity. Funkční období členů je pět let a jsou voleni na základě všeobecného volebního práva většinovým systémem, kdy je za každý volební obvod zvolen jeden zástupce systémem relativní většiny.
Poslední volby proběhly v roce 2024.